# Nikki Bella
Stephanie Nicole Garcia-Colace (sinh ngày 21 tháng 11 năm 1983) là nữ diễn viên, đô vật chuyên nghiệp người Mỹ, hiện đang ký hợp đồng với WWE với tên trên võ đài là Nikki Bella.